# سم مرسر
سام مرسر (انگلیسی: Sam Mercer) (زادهٔ ۱۵ ژانویهٔ ۱۹۵۵  – درگذشتهٔ ۱۲ فوریهٔ ۲۰۲۴) یک تهیه‌کننده اهل ایالات متحده آمریکا بود که بیشترین تعداد همکاری را با کارگردان، ام. نایت شامالان داشته است. از آثاری که در آنها نقش داشته است می توان به غول بزرگ مهربان، شیطان، اتفاق، سفیدبرفی و شکارچی، روستا، بانوی در آب، آسیب ناپذیر، عتیقه،  نشانه ها و آخرین بادافزار اشاره کرد.